# Asplenium × coto-brusense
Asplenium × coto-brusense là một loài dương xỉ trong họ Aspleniaceae. Loài này được A. Rojas & J.M. Chaves mô tả khoa học đầu tiên năm 2010.
Danh pháp khoa học của loài này chưa được làm sáng tỏ. 